# Список умерших в 1330 году

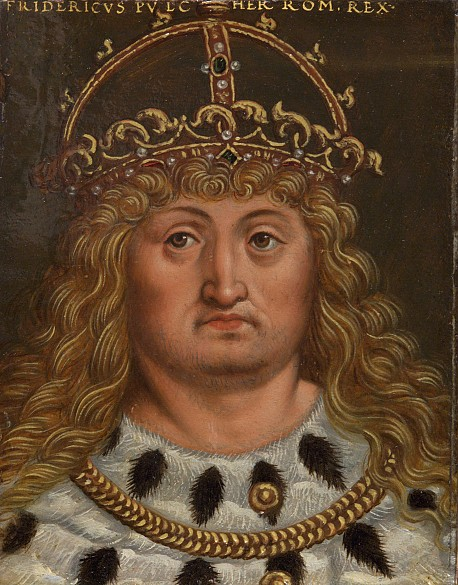
Фридрих III Красивый

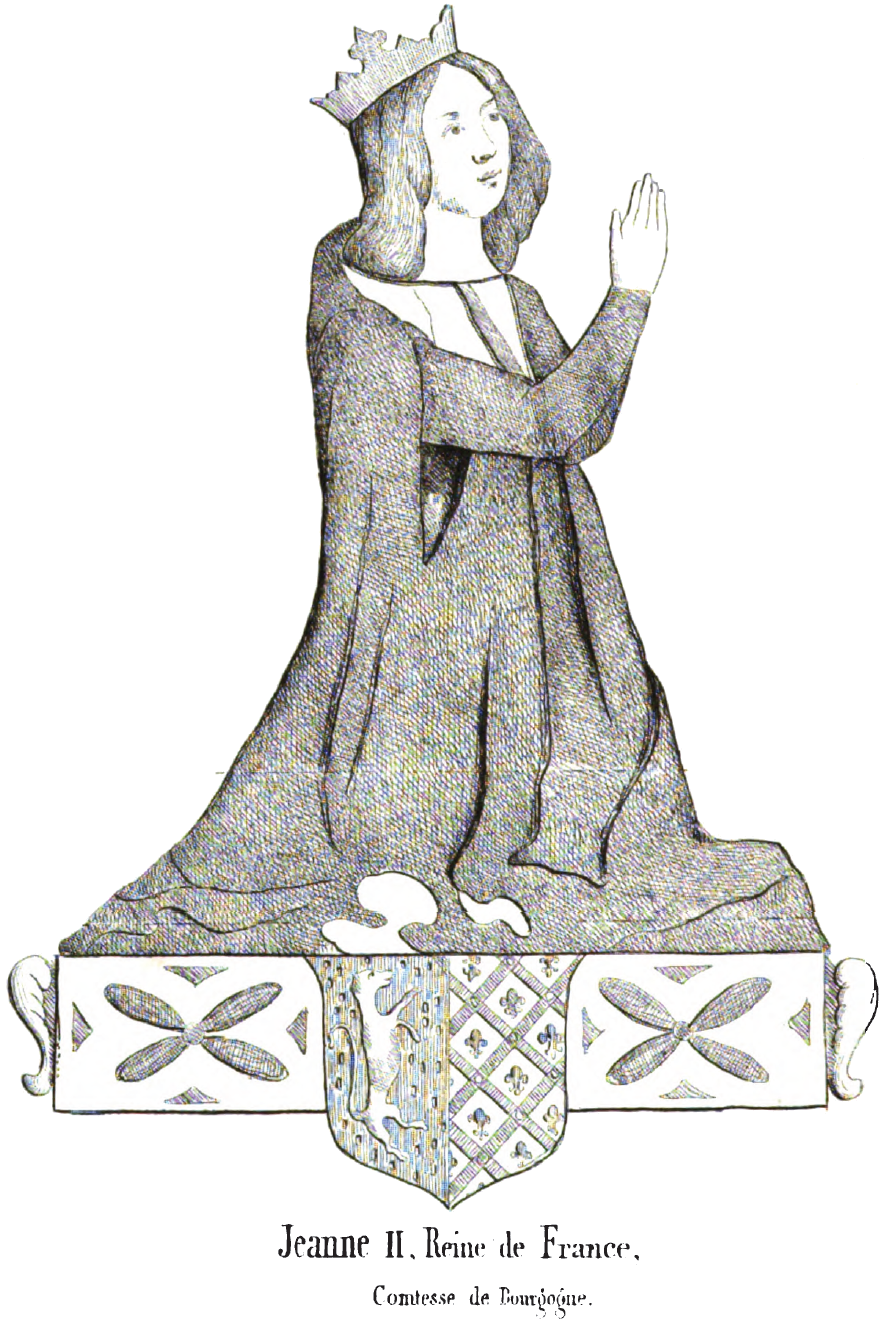
Жанна Бургундская

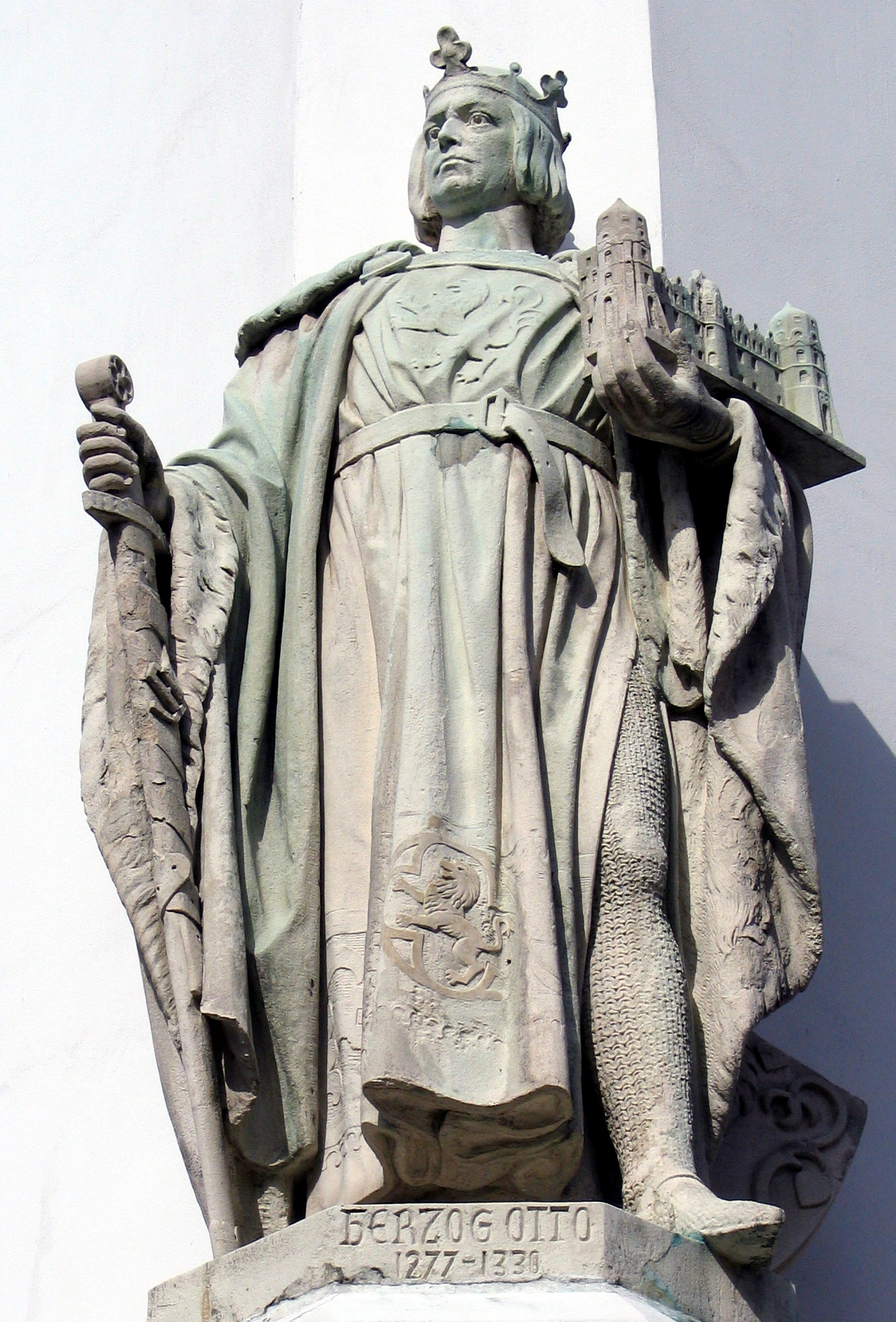
Оттон II

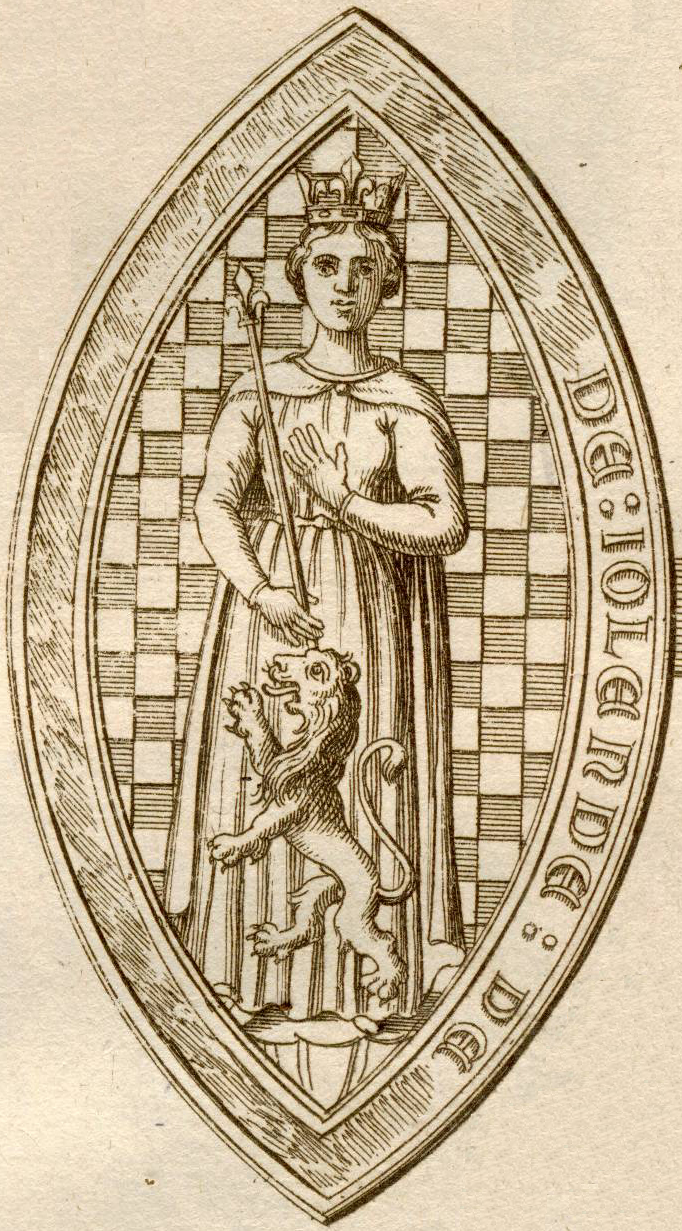
Иоланда де Дрё

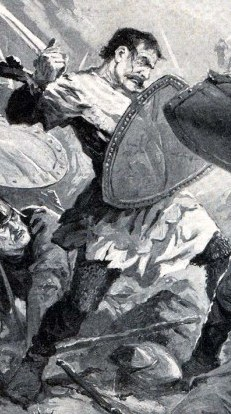
Михаил III Шишман

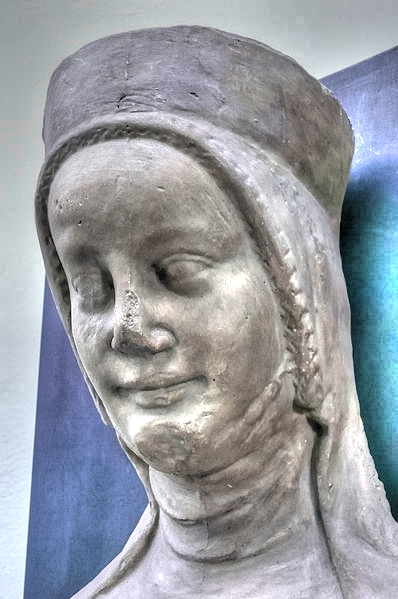
Элишка Пржемысловна

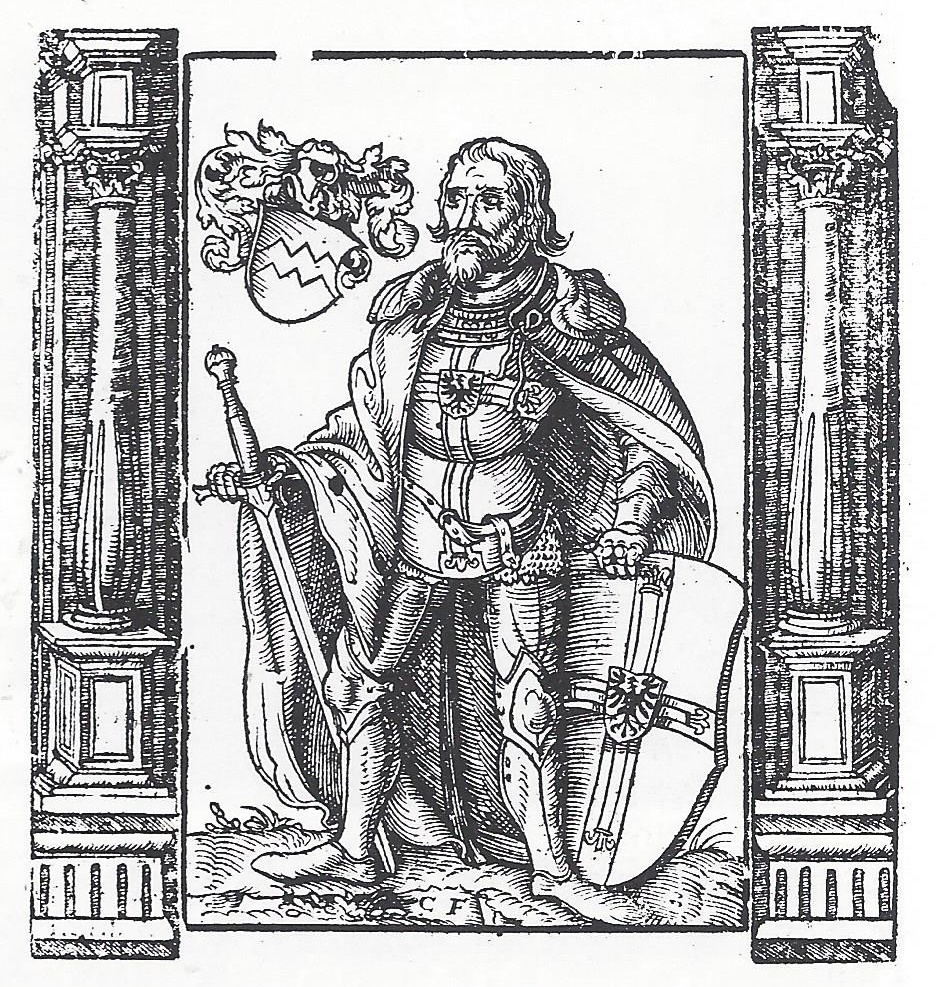
Вернер фон Орзельн

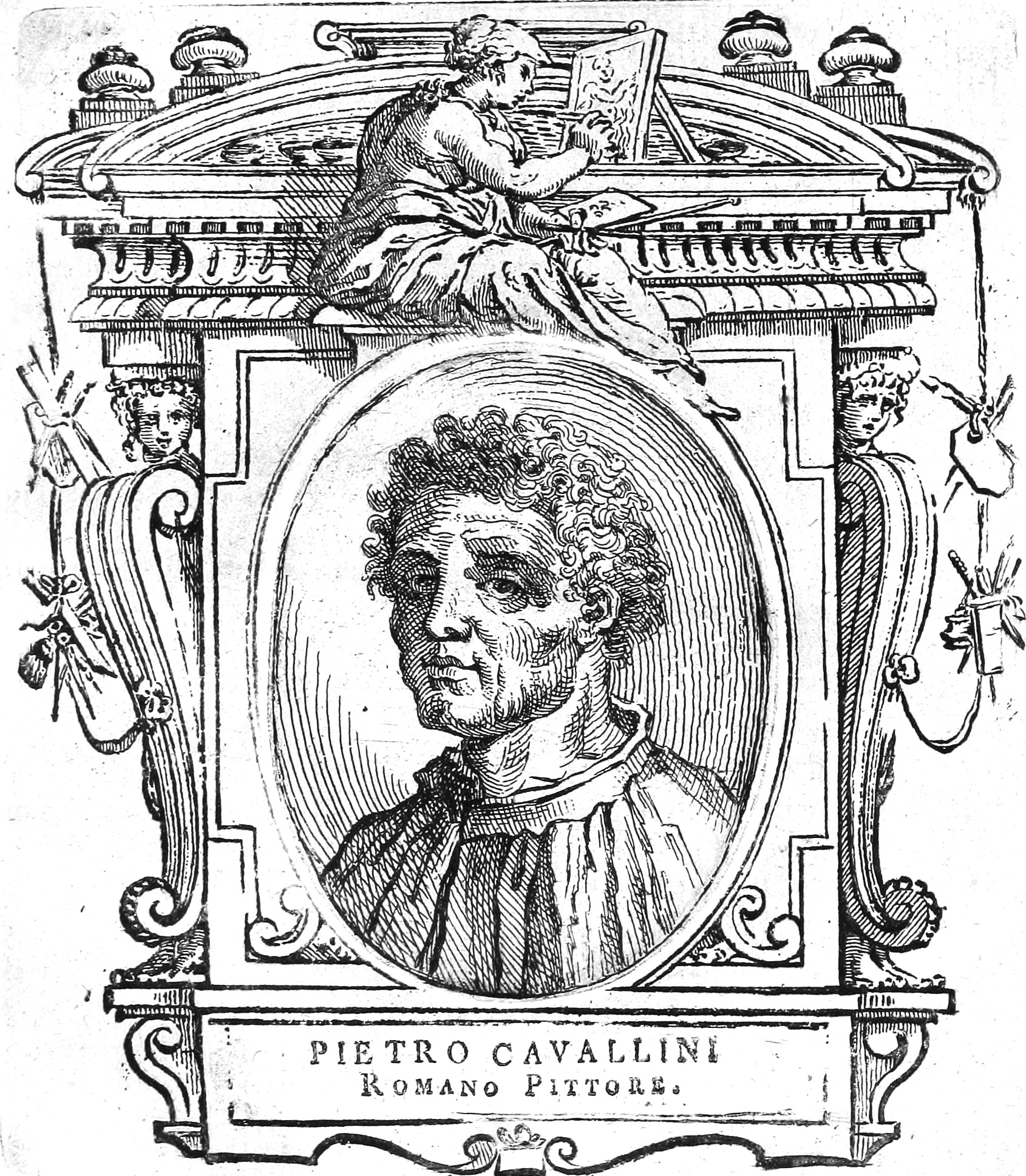
Пьетро Каваллини

В этой статье представлен список известных людей, умерших в 1330 году.
См. также: Категория:Умершие в 1330 году

## Январь
- 13 января — Фридрих III Красивый — герцог Австрии (1308—1330), король Германии (1314—1330), граф Габсбург (1326—1330)
- 21 января — Жанна Бургундская — пфальцграфиня Бургундии (1315—1330), королева Франции и Наварры (1316—1322), жена Филиппа V Длинного, графиня Артуа (1329—1330)

## Февраль
- 10 февраля — Жан I — маркграф Намюра (1298—1330)

## Март
- 14 марта — Роджер Мартивал[англ.] — епископ Солсбери (1315—1330)
- 19 марта — Эдмунд Вудсток (28) — английский принц, 1-й барон Вудсток (с 1320), граф Кент (1321—1330), лорд-смотритель Пяти портов, констебль Дуврского замка и хранитель Кента (1321—1323), шериф Ратленда (1323—1326), сын Эдуарда I; казнён.
- 25 марта — Елизавета Баварская — жена будущего герцога Австрии Оттона Весёлого
- Флорент де ла Буасьер[фр.] — епископ Нуайона (1315—1317)

## Апрель
- 10 апреля — Оттон II — герцог Брауншвейг-Люнебурга в Люнебурге (1277—1330)
- 17 апреля — Фелициано Зах[исп.] — венгерский военачальник
- 22 апреля — Амадей Женевский[фр.] — епископ Туля (1321—1330)
- Зейн Пун[англ.] — король Хантавади (1330), убит
- Сэв Зейн[англ.]— король Хантавади (1330), убит в битве

## Май
- 3 мая — Алексей II Великий Комнин — Трапезундский император (1297—1330)
- 30 мая — Кнуд Порсе[англ.] — герцог Халланда (1327 —1330) и герцог Эстонии (1329—1330) на правах жены Ингеборги Норвежской
- Сэв Е[англ.] — король Хантавади (1330)

## Июль
- 12 июля — Изабелла Арагонская — дочь короля Арагона Хайме II Справедливого, королева-консорт Германии (1315—1330), жена Фридриха III Красивого
- 21 июля — Пьер де Леви-Мирепуа[фр.] — Епископ Магуелоне 1305/1306—1309), епископ Камбре (1309—1324), епископ Байё (1324—1330)
- 26 июля — Евфимия Померанская — королева-консорт Дании (1319—1326, 1329—1330), жена Кристофера II
- 31 июля — Михаил III Шишман — деспот Видина (1313—1323), царь Болгарии (1223—1230); погиб в бою с сербами

## Август
- 2 августа — Иоланда де Дрё — графиня де Монфор (1311—1330), королева-консорт Шотландии (1285—1286), жена короля Александра III, герцогиня-консорт Бретонская (1292—1312), жена герцога Артура II Бретонского.
- 21 августа — Ричард Дамори, английский аристократ, 1-й барон Дамори (с 1326).
- 25 августа — Джеймс Дуглас — лорд Дуглас (1298—1330), шотландский полководец в период войны за независимость Шотландии, погиб в Испании в бою с маврами.

## Сентябрь
- 28 сентября — Элишка Пржемысловна (38) — королева Чехии (1310—1330).

## Октябрь
- 20 октября — Беренгарий Ландорский[англ.] — Генеральный магистр ордена проповедников (1312—1317), архиепископ Сантьяго-де-Компостелы (1317—1330).

## Ноябрь
- 10 ноября — Ульрих фон Монтпрейс[нем.] — епископ Кимзе (1322—1330)
- 18 ноября — Вернер фон Орзельн — Великий магистр Тевтонского ордена (1324—1330); убит.
- 24 ноября — Гильом де Дюрфор де Дюра[фр.] — епископ Лангра (1306—1319), архиепископ Руана (1319—1330)
- 29 ноября — Роджер Мортимер (43) — барон Мортимер из Вигмора (1304—1330), первый граф Марч (1328—1330), сыгравший ключевую роль в свержении короля Эдуарда II и после этого фактически правивший Англией на протяжении трёх лет; казнён.

## Дата неизвестна или требует уточнения
- Абу Сулейман Бенакети, персидский историк и поэт.
- Александр Комин из Данфейла, шотландский аристократ.
- Аманьё д’Астарак — граф Астарака (1328—1330)
- Арнольд фон Элтц[нем.] — епископ Каммина (1324—1330)
- Астесанус из Асти[англ.] — францисканский юрист и теолог
- Бабуша[англ.] — императрица-консорт Китая (1329), жена Хошилы.
- Бенедетто II Дзаккариа, сеньор Хиоса с островами Самос и Кос (1314—1325).
- Бернар де Гордон[англ.] — французский доктор и профессор медицины, автор медицинских трактатов.
- Гвидо Новелло да Полента, сеньор Равенны (1316—1322) из гвельфского рода да Полента.
- Генрих III — маркграф Баден-Хахберга (1290—1330)
- Гильом VI Дуранд[фр.] — епископ Манда (1296—1330)
- Ибн Эль Оарди[англ.] — арабский географ, писатель и поэт
- Иммануэль Римский — еврейский поэт
- Иорданус[англ.] — каталонский доминиканский миссионер, первый католический епископ в Индии
- Пьетро Каваллини — итальянский живописец эпохи Проторенессанса, автор мозаик и фресок.
- Лоренцо Маитани — итальянский архитектор и скульптор.
- Мария Алонсо Коронель[исп.] — жена Алонсо Переса де Гусмана.
- Уильям де Моравия, шотландский аристократ, 3-й граф Сазерленд (с 1307).
- Наджм аль-Дин Махмуд ибн Илиас аль-Ширази[англ.] — персидский врач
- Николас Фастолф[англ.] — лорд главный юстициарий Ирландии (1324—1327, 1328—1330)
- Одингтон, Вальтер — английский теоретик музыки, астроном, математик и алхимик.
- Пахомий Русан, византийский монах с Афона, учёный-энциклопедист, исихаст.
- Пьер Родье[фр.] — канцлер Франции (1322—1323), епископ Каркасона (1323—1330).
- Самсон Шинонский — французский талмудист
- Томмазо Гоззадини[итал.] — итальянский писатель.
- Усман ибн Аби аль-Ула, маринидский принц, возглавивший неудачное восстание с целью захвата престола.
- Фёдор Иванович — князь Стародубский (1315—1330); убит в Орде
- Хайме Майоркский[англ.] — сын короля Майорки Хайме II, наследник престола; отказался в 1299 году от короны и стал монахом-францисканцем
- Ху Сыхуэй — медик и диетолог при династии Юань в Китае.
- Хуан Даопо[фр.] — родоначальница хлопкового производства в Китае.
- Чжэн Тинъюй, китайский драматург эпохи Юань, автор драмы «Знак „терпение“».
- Эрик Вальдемарсон[фр.] — шведский принц, старший сын короля Вальдемара I Биргерссона